# Magnus Algotsson
Magnus Algotsson var av Algotssönernas ätt och son till Algot Bryniolfsson och Margareta Pedersdotter. 
Han nämns tidigast i ett brev från år 1298. Han är troligen identisk med den Magnus Algotsson som kung Birger 1298, på drottning Märtas begäran frigav ur fängelse. Han sattes i fängelse som en följd av brodern Folkes brudrov. Han är troligen också identisk med den "dominus" Magnus Algotsson som vid pingsttiden 1309 dödades av norrmän i en sjöstrid vid Kalvsund i Bohusläns skärgård.
Son med okänd hustru:
- Algot Magnusson (Han nämns första gången 25 juni 1334, då han säljer jord i Dals härad i Östergötland. 1340 nämns han som riddare. Gift med Mekthild Lydersdotter (dotter till Lyder van Kyren och hans hustru Bengta Algotsdotter). Han dog före 1350 då hustrun blev omgift.)